# Jimmy Crespo
James "Jimmy" Crespo Jr. (Brooklyn, New York, 1954. július 5. –) amerikai gitáros, aki az Aerosmithben eltöltött évei révén vált ismertté. Joe Perry kilépését követően 1979-ben került be a zenekarba, és a klasszikus felállás újraegyesüléséig, 1984-ig volt zenekari tag. Crespo Steven Tyler társszerzője volt az 1982-ben megjelent Rock in a Hard Place című Aerosmith albumnak. Ezenkívül, többek között olyan előadókkal is fellépett, vagy készített felvételeket, mint Rod Stewart, Billy Squier, Meat Loaf, Stevie Nicks, Robert Fleischman, a Rough Cutt, a Flame és a Renegade.

## Korai évek
Crespo zenészcsaládba született Brooklynban, szülei (Jaime és Carmen) Puerto Ricó-i származásuak voltak. Egy öccse is született, Juan Crespo. Először 14 évesen kezdett el gitározni, majd hamarosan megalapította The Knomes névre hallgató zenekarát. Játékát olyan előadók inspirálták
mint a The Yardbirds, a Cream, a The Beatles és Jimi Hendrix. Ezt követően a New York-i Anaconda klubegyütteshez csatlakozott, ahol sikerült némi hírnévre szert tennie. Kilépése után session gitáros lett, és olyan előadokkal dolgozhatott mint Meat Loaf és Stevie Nicks. Ezután a híres producer, dalszerző, gitáros Jimmy Iovine-nak köszönhetően a Flame nevű együttesével az RCA lemezkiadóval írt alá szerződést. Az együttes énekese az erőteljes hangú Marge Raymond lett. A Flame pályafutása során két albumot adott ki. Az első Queen of the Neighborhood címmel jelent meg 1977-ben, melyet a Flame című követett 1978-ban.

## Aerosmith évek
Mire Joe Perry 1979-ben elhagyta az Aerosmith-t addigra a Flame már feloszlott. Perry helyére Crespo neve is felmerült, mivel akkor a session munkái révén már jól ismert névnek számított. Az együttes figyelmét Jack Douglas producer és Richie Supa stúdiózenész hívta fel Crespora. A zenekar meghallgatásra hívta Crespot és Steven Tyler később így emlékezett vissza az első benyomásairól: Ő lesz az! Tisztára úgy néz ki, mint Joe. Ügyesen játszik, nem csak pengetővel, hanem ujjal is. Ezt nevezem! Klasszikus zenét is tanult, és egyéni stílusa volt. Az Aerosmith 1979-ben bevette Crespot gitárosnak, és csatlakozása után hamarosan turnézni is indultak. Az ebben az évben kiadott Night in the Ruts albumon még Joe Perry gitártémáit használta fel a zenekar, így ezen a lemezen csak a Three Mile Smile című dal szólójában hallható a gitáros. A turné nem ment le zökkenőmentesen, mivel Tyler drog és alkoholfüggősége révén több koncerten is összeesett. Joey Kramer kihasználva az Aerosmith inaktív időszakát Renegade néven alapított zenekart 1981-ben. A projektben Crespo is részt vett Bobby Majo, Raymond Marge és Tom Hamilton mellett.
A zenekar Tony Bongiovi producer közreműködésével rögzített hét számot, de ezek kiadásra végül nem kerültek. A formáció nagy érdeklődést keltett a zeneiparban és a felvételi szalagok igen keresettek lettek a rajongók köreiben. A projekt létrejötte arra ösztökélte Steven Tylert, hogy jobban koncentráljon az Aerosmithre, így visszatért a zenekar élére, hogy teljesítse szerződéses kötelezettségeit a CBS-el.
Annak ellenére, hogy az énekes 1981-ben bekövetkező motorbalesete miatt egy időre visszavonult a zenéléstől, kiváló partner kapcsolatot alakított ki Crespoval. 1982 augusztusában megjelent a Rock in a Hard Place című album, melynek Crespo hat dalában is társszerzője volt Tylernek. Az album gitártémáinak legtöbb részét szintén Crespo játszotta fel. Az albumon rengeteg mérnöki feladatokat ellátó személyzet dolgozott, ezért az összköltségvetése túllépte a másfél millió dollárt. Az album ugyan aranylemez lett, de a korábbi sikereket nem tudta megismételni, és a Billboard 200 listáján is csak a 32. helyig jutott.
Az album turnéján Rick Dufay volt a ritmusgitáros, aki inkább volt a tökéletes megjelenés híve, mintsem a pontos játéké. Ilyenkor nagyrészt Crespora hárult a feladat, hogy megmentse a koncerteket a kritikán aluli előadástól. Többek között ez a teher is hozzájárult ahhoz, hogy a turné idején elkezdett drogozni. A körút során többször is jelezte a többieknek, hogy nem tud fellépni. Amikor pedig a többiek megkérdezték, hogy miért nem, általában nem volt hajlandó elárulni az okokat. Tyler úgy jellemezte Crespo jelenlétét, hogy csak tea, füstölők, egy rakás drog és mindenféle gyógyszerek. Persze, ha olyan kedve volt, bárkit lejátszott a színpadról. Tom Hamilton visszaemlékezése szerint káprázatos gitáros volt, de egyben nagyon sebezhető személyiség is, igazi nebáncsvirág. Az égvilágon mindenre érzékeny volt. A zene védelmet nyújtott számára, elrejtőzhetett mögé. 1984-ben az Aerosmith úgy döntött, hogy a klasszikus felállásában kívánja folytatni további karrierjét, ezért 1984-ben Crespo kilépett, hogy átadja a helyét Joe Perrynek.

## Aerosmith után
Az együttesből való távozása után dolgozott az 1983-ban alakult Stress nevű melodikus rockzenekarral. A vele készült felvételek a Deep Shag Records által kiadott Killing Me Night & Day album újrakiadásának bónusz számain vannak dokumentálva. 1984 és 1986 között Adam Bomb társaságában zenélt. Vele az 1985-ben a Geffennél megjelent Fatal Attraction albumon szerepelt együtt, majd Los Angelesbe költözött Cynthia nevű feleségével. Ezt követően csatlakozott Bonnie Bramlett és Danny Sheridan basszusgitáros új együtteséhez a Bandaloo Doctorshoz. A zenekarnak 1987 és 1992 között volt a tagja, és turnékat is lebonyolított velük.
Ezt követően Billy Squiernek készített stúdiófelvételeket, majd 1994 és 1996 között Rod Stewart turnécsapatának volt a szólógitárosa. Kilépése után továbbra is stúdiózenészként tevékenykedett, és néhány éven át rendszeresen fellépett Las Vegas legnagyobb kaszinóiban is. Időközben a Nomad Factory jóvoltából Rock Amp Legends by Jimmy Crespo típusú erősítők láttak napvilágot. Ezt követően szerepelt egy Aerosmith és egy Van Halen tribute albumon is, majd The Jimmy Crespo Project néven megalapította saját zenekarát, amellyel rendszeresen szokott koncerteket adni. A zenekari tagság azonban állandóan változik körülötte, egy alkalommal a Sin City Sinners zenekar is fellépett vele. Feleségével Cynthia-val 1985-ben házasodtak össze és három gyerekük is született: Cristina Ann Crespo, Jason Moore és Jarrid Crespo.

## Diszkográfia

### Flame
- Queen of the Neighborhood (1977)
- Flame (1978)

### Aerosmith
- Night in the Ruts (1979)
- Rock in a Hard Place (1982)
- Classics Live I (1986)
- Classics Live II (1987)
- Gems (1988)
- Pandora's Box (1991)
- Greatest Hits (2004-es újrakiadáson)

### Adam Bomb
- Fatal Attraction (1985)

### St. Clair
- St. Clair (1997)

### Rough Cutt
- Sneak Peek EP (2000)

### Stress
- Killing Me Night And Day (2001)

### Paul Shortino's The Cutt
- Sacred Place (2002)

### Tribute albumok
- Welcome to the Aerosmithsonian: A Tribute To Aerosmith (2001)
- Best of Both Worlds: A Tribute to Van Halen (2003)